# Hermagoras van Temnos
Hermagoras (Oudgrieks: Ερμαγόρας) (1e eeuw v.Chr.), uit Temnos, was een oud-Griekse retoricus behorend tot de school van Rodos. Hij onderwees retorica in Rome.
Hij schijnt te hebben getracht uit te blinken als orator en als onderwijzer van de retorica.  Maar hij is het bekendst geworden als onderwijzer van de retorica. De leden van zijn school, waaronder ook de jurist Titus Accius, noemden zichzelf Hermagorei. Hermagoras' belangrijkste opponent was Posidonius van Rodos, van wie werd gezegd dat zij discussie voerden in de aanwezigheid van Pompeius.